# Hassan Shehata
Hassan Shehata, född 19 juni 1949, är en egyptisk före detta fotbollsspelare som var förbundskapten för Egyptens fotbollslandslag 2004-2011. Han ledde Egypten till tre raka guld i de Afrikanska mästerskapen (2006, 2008 och 2010).